# La Souris sur la Lune
Série
La Souris qui rugissait
(1959)
Pour plus de détails, voir Fiche technique et Distribution.
La Souris sur la Lune (The Mouse on the Moon) est un film britannique réalisé par Richard Lester, sorti en 1963. C'est la suite de La Souris qui rugissait.

## Synopsis
Le duché du Grand Fenwick a un problème : son château n'a plus d'eau chaude. Afin de récolter les fonds nécessaires pour la réparation de la plomberie, le Grand Fenwick réclame de l'aide auprès des États-Unis, et en particulier son département de recherches spatiales. Les Russes envoient eux aussi de l'aide pour montrer qu'ils sont également partisans de l'internationalisation de l'espace. Tandis que le grand-duc rêve de bains chauds, le seul scientifique de l'État met tant bien que mal au point une fusée. États-Unis et Soviétiques ont vent du lancement imminent de l'engin et entrent alors dans une compétition pour être les premiers à atteindre la Lune.

## Fiche technique
- Titre : La Souris sur la Lune
- Titre original : The Mouse on the Moon
- Réalisation : Richard Lester
- Scénario : Michael Pertwee d'après le roman The Mouse on the Moon de Leonard Wibberley
- Production : Walter Shenson (en)
- Société de production : Walter Shenson Films
- Distribution :
  - Royaume-Uni : United Artists
  - États-Unis : United Artists (Lopert Pictures Corporation)
- Musique : Ron Grainer
- Photographie : Wilkie Cooper
- Montage : Bill Lenny
- Décors : John Howell
- Costumes : Anthony Mendleson
- Pays : Royaume-Uni
- Genre : Comédie
- Durée : 82 minutes
- Format : Couleur (Eastmancolor) - 1,85:1 - Son : monophonique (Westrex Recording System)
- Dates de sortie :
  -  Royaume-Uni : 7 mai 1963
  -  États-Unis : 17 juin 1963

## Distribution
- Margaret Rutherford (VF : Henriette Marion) : la Grande Duchesse Gloriana XIII
- Ron Moody (VF : Alfred Pasquali) : le Premier Ministre Rupert Mountjoy
- Bernard Cribbins (VF : Roger Crouzet) : Vincent Mountjoy
- David Kossoff (VF : Paul Villé) : le professeur Kokintz
- Terry-Thomas (VF : Jacques Ciron) : Maurice Spender
- June Ritchie (en) (VF : Arlette Thomas) : Cynthia
- Archie Duncan (VF : Jacques Berthier) : Général des Forces aériennes des États-Unis
- John Le Mesurier (VF : Roger Tréville) : le délégué britannique
- John Phillips : le délégué américain
- Peter Sallis (VF : Serge Nadaud) : le délégué russe
- Eric Barker (en) (VF : Maurice Dorléac) : l'homme du MI5
- Roddy McMillan (en) (VF : Richard Francœur) : Benter
- Michael Trubshawe (VF : Jean Daurand) : Hugue
- Tom Aldredge : Wendover
- Hugh Lloyd (en) : le plombier
- Ed Bishop (VF : Jacques Deschamps) : un astronaute américain
- Bill Edwards (VF : Pierre Garin) : un astronaute américain
- John Bluthal (VF : Albert Augier) : Max Von Neidel
- Robin Bailey (VF : Alain Nobis) : Charles, un membre de la conférence Whitefall
- Allan Cuthbertson (VF : Jean Berger) : un membre de la conférence Whitefall
- Kevin Scott (VF : Yves Furet) : le journaliste à la radio

## Autour du film
- Ce film est la suite de La Souris qui rugissait (The Mouse That Roared) de Jack Arnold

## Distinction
Nomination
- 1964 : nommé aux Golden Globes pour Terry-Thomas